# Božídarské rašeliniště
Božídarské rašeliniště je národní přírodní rezervace nacházející se západně od města Boží Dar v okresu Karlovy Vary. Důvodem její ochrany je soubor vrchovištních rašelinišť se smrčinami, klečí, porosty borovice blatky, břízy trpasličí, vřesovišti a loukami. Roste zde například pro rašeliniště charakteristická masožravá rostlina rosnatka okrouhlolistá. Ochrana tohoto území byla vyhlášena v roce 1965 na rozloze 1 160,73 ha. A právě velikost této plochy činí rezervaci největším rašeliništěm v Krušných horách, která je spravována AOPK-RP Správou CHKO Slavkovský les.
Leží v nadmořské výšce 940 až 1116 metrů a k tomu se pojí její specifické horské klima, které představuje náročné podmínky pro živočichy a rostliny. Od roku 1977 územím prochází naučná stezka s délkou 3,2 km a dvanácti zastávkami. Nejvyšším bodem chráněného území je výrazný vrch Božídarský Špičák.

## Lokalita
Národní přírodní rezervace leží na hřebenu Krušných hor západně od města Boží Dar a východně od přírodní rezervace Rýžovna.

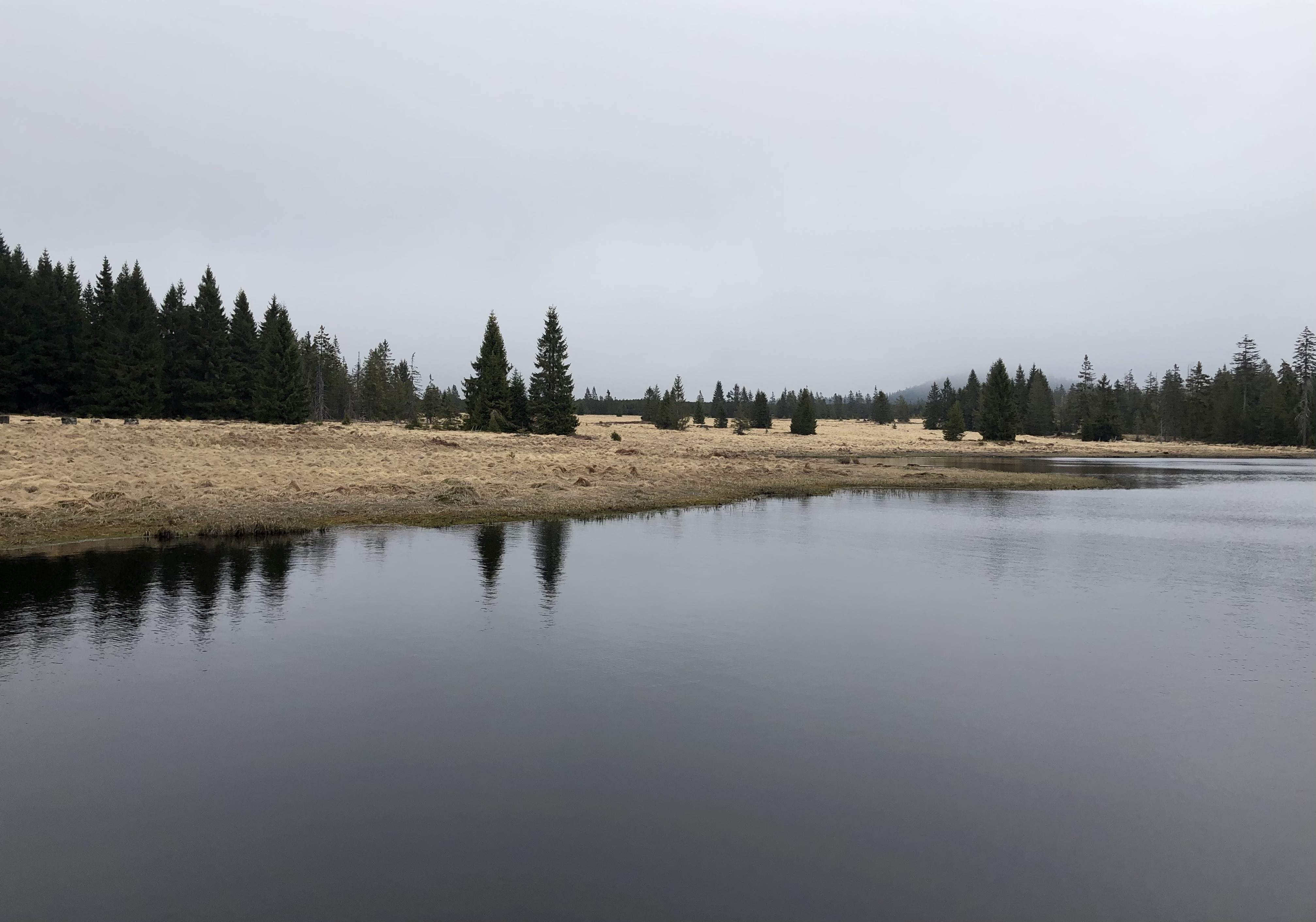
Mrtvý rybník

Na severním okraji odbočuje z potoka Černá Blatenský vodní příkop z roku 1540, který je dlouhý třináct kilometrů a byl nedávno obnoven za účelem odvádění povrchových vod stékajících z rašeliniště, jejichž kyselé složení by nepříznivě ovlivňovalo potok sloužící jako zdroj pitné vody. Lemuje zde uměle vytvořenou vodní nádrž Myslivny, která zásobuje pitnou vodou oblast od Jáchymova až po Ostrov a je také nejvýše položenou vodní nádrží v České republice.
Na jižním okraji lze najít Mrtvý rybník, který se kvůli okolní rašelině zbarvuje do černa. Dříve sloužil pro potřeby těžby rud.

## Historie

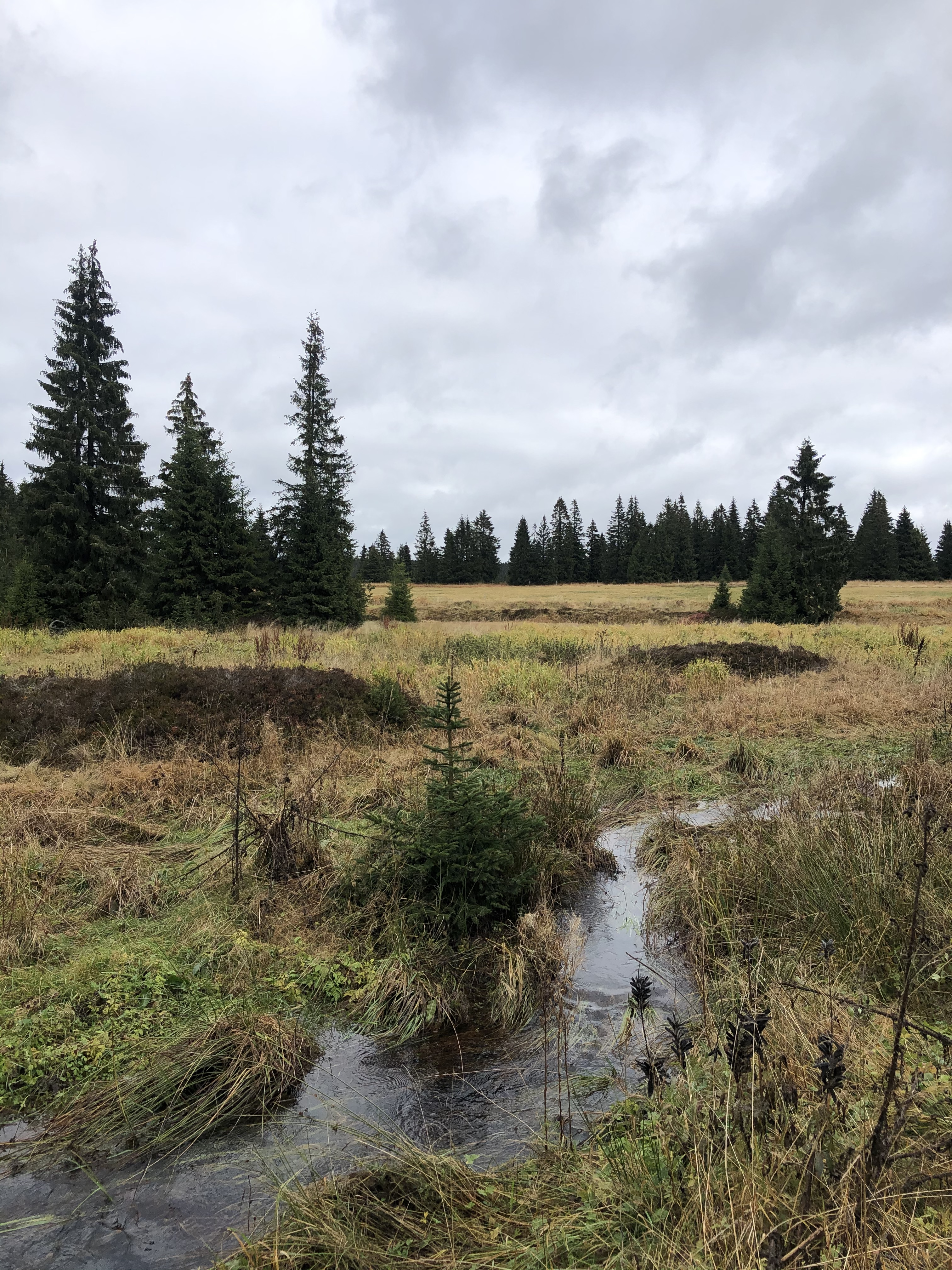
Sejpy

Božídarské rašeliniště vzniklo v místech vývěru podzemních vod už před 11 000 až 12 000 lety koncem doby ledové. Později důsledkem teplejšího klima v holocénu začaly jezírka a mokřady zarůstat slatinnou flórou, kterou tehdy představovaly sítiny, ostřice a rákos.
S postupně se hromadící rašelinou začaly převládat vegetace rašeliníků, které později vystřídaly keříčky vřesu obecného (Calluna vulgaris), brusnice borůvky (Vaccinium mysrtillus), brusnice brusinky (Vaccinium vitis-idaea) a vlochyně bahenní (Vaccinium uliginosum).
Dnes lze říci, že je přeměna rašelinišť téměř u konce. Začínají zde převládat porosty typické rašelinné flóry jako je například borovice blatka (Pinus uncinata), nebo bříza trpasličí (Betula nana). U většiny přítomné vegetace momentálně převládá jev, který se nazývá neukončený růst. Znamená to, že rostlina kvůli vysoké podmáčivosti odspodu umírá a přeměňuje se samovolně v rašelinu, zatímco každoročně shora přirůstá. A tak je velmi pravděpodobné, že některé keře borovic, nebo mechů mohou být staré i několik tisíc let.
Oblast byla od 16. století velmi známá jako bohaté místo pro těžbu cínových a stříbrných rud. V důsledku této těžby, rýžováním, vznikaly z náplavů vodních toků stovky drobných kopečků nazývaných sejpy, obsahující křemen, živec a slídu. Samotná rašelina se zde těžila až od 17. století. Představovala hlavní předmět vhodný k výrobě potaše, dřevěného uhlí a také jako palivo, protože prostý lid si nesměl přitápět nedostatkovým dřevem z lesa. Kvůli této těžbě vznikly stupňovité reliéfy napříč božídarskou krajinou.
Boží dar je téměř zcela obklopen lesy, které mu byly přiděleny lesním nařízením 8. června 1560. Ovšem po přidělení, až do roku 1650 než byl nad těmito lesy udělen přísný dozor, zde nezbylo téměř nic, neboť bylo vše plošně vytěženo. Kvůli tomuto osudu lesa dostalo správu na starost město, až do roku 1953, než se toto území ujal spravovat stát. Toto období přineslo mnoho změn jak lesní závod, tak polesí a i přes mnohé své jedinečnosti byly božídarské lesy vždy na okraji zájmu široké veřejnosti. Následně jsou od roku 1991 lesy opět spravovány městem Boží dar.
V roce 1965 vyhlásilo Ministerstvo školství a kultury území nejprve jako státní přírodní rezervaci, později však za národní přírodní rezervaci. Božídarské rašeliniště se dále svou významností dostalo do soustavy evropsky významných lokalit Natura 2000 a následně bylo vyhlášeno za mokřad mezinárodního významu dle Ramsarské úmluvy.

## Přírodní poměry

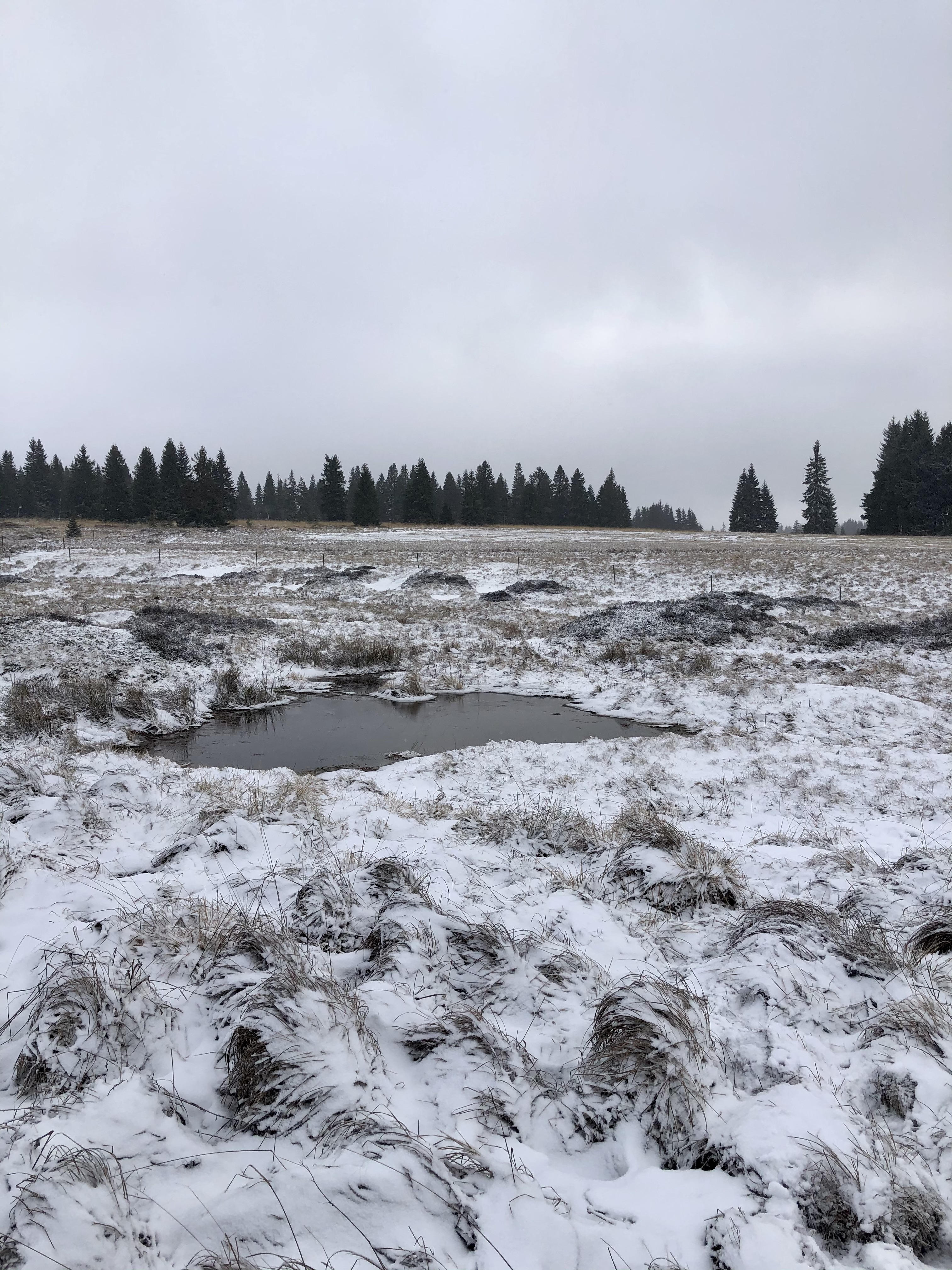
Zimní období

Pro výskyt rezervace ve vysokohorském pásmu ve výšce 940–1116 m n. m. je zde typické klima, které představuje husté a časté mlhy, dlouhé zimy a bohaté sněhové pokrývky. Průměrná roční teplota je zde okolo 4,2 °C s průměrným ročním úhrnem srážek okolo 1149 l/m². Kvůli této lokaci jsou zde velice náročné růstové podmínky. To ovlivňuje časté námrazy, jinovatky a silný vítr. Často porostu škodí také zvěř svým okusem a loupáním a není zde opomenuta ani často se vracející kůrovcová kalamita.

### Geologie
Z většiny území rezervace je geologickým podkladem komplex krystalických břidlic prahorního a prvohorního stáří. Tyto břidlice jsou pak tvořeny ruly, svory, fylity a porfyry, na které se vážou cínové rudy, které zde dříve byly těženy. Z třetihorního stáří se tu nachází nejvyšší kupa čedičové horniny v Česku a tím je nejvyšší bod chráněného území Božídarský Špičák, který dosahuje 1116 m n. m. Je přímým důkazem mohutných horotvorných procesů, které vznikaly vulkanickou činností v Krušných horách.

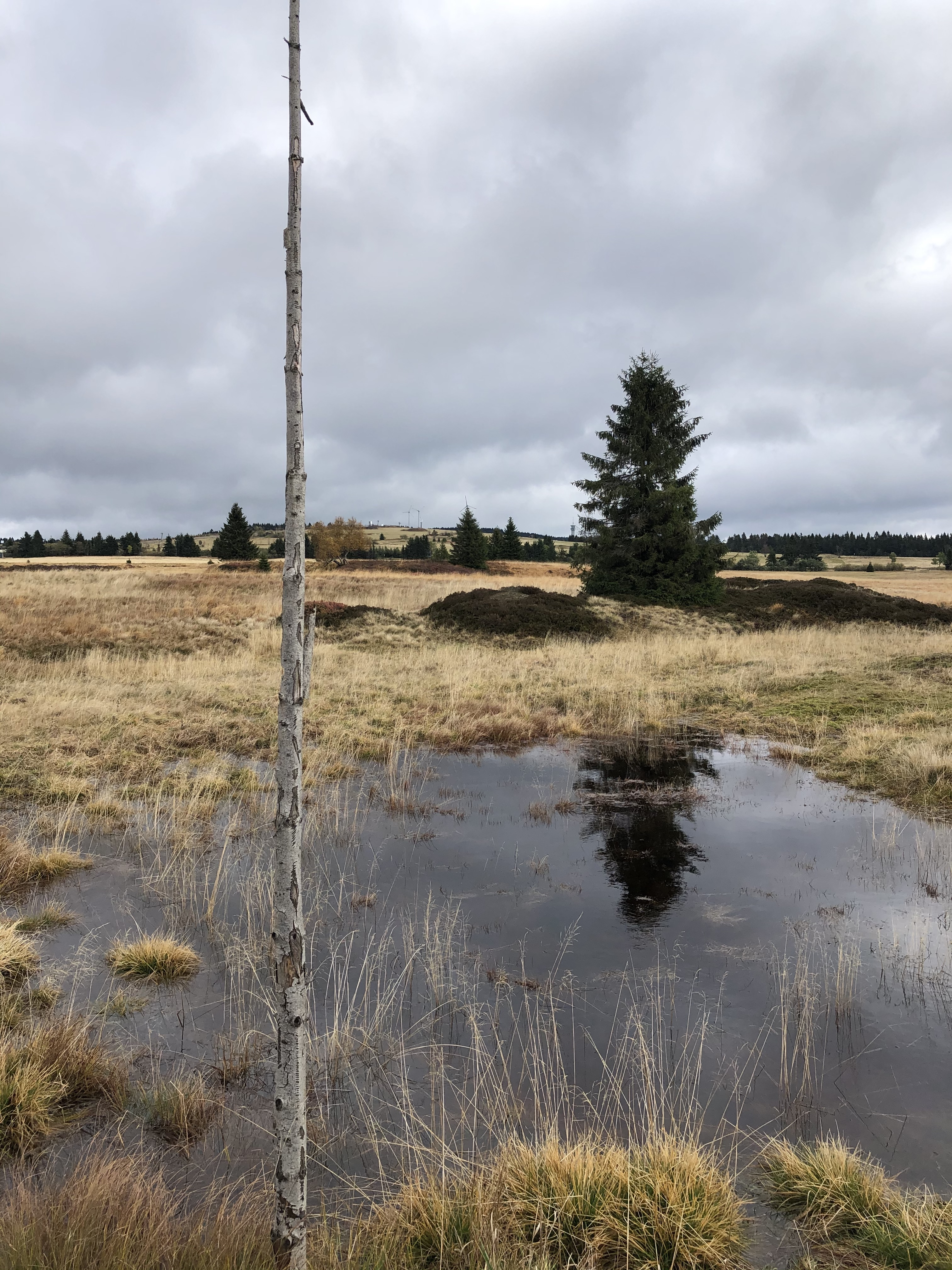
Podmáčená krajina

### Flóra
Flóra božídarského rašeliniště tvoří převážně lesní porost, kde jí dominuje smrk ztepilý (Picea abies) a jeřáb ptačí (Sorbus aucuparia). Ovšem díky vysoké hladině podzemní vody je území částečně podmáčeno a tvoří se zde tzv. rašelinné smrčiny, na kterých nalezneme suchopýr pochvatý (Eriophorum vaginatum), vlochyni bahenní (Vaccinium uliginosum), rašeliníky a ostřice. Jsou zde také z menší části zachovány pravděpodobně původní porosty a jejich hlavním představitelem je borovice rašelinná (Pinus x pseudopumilio).

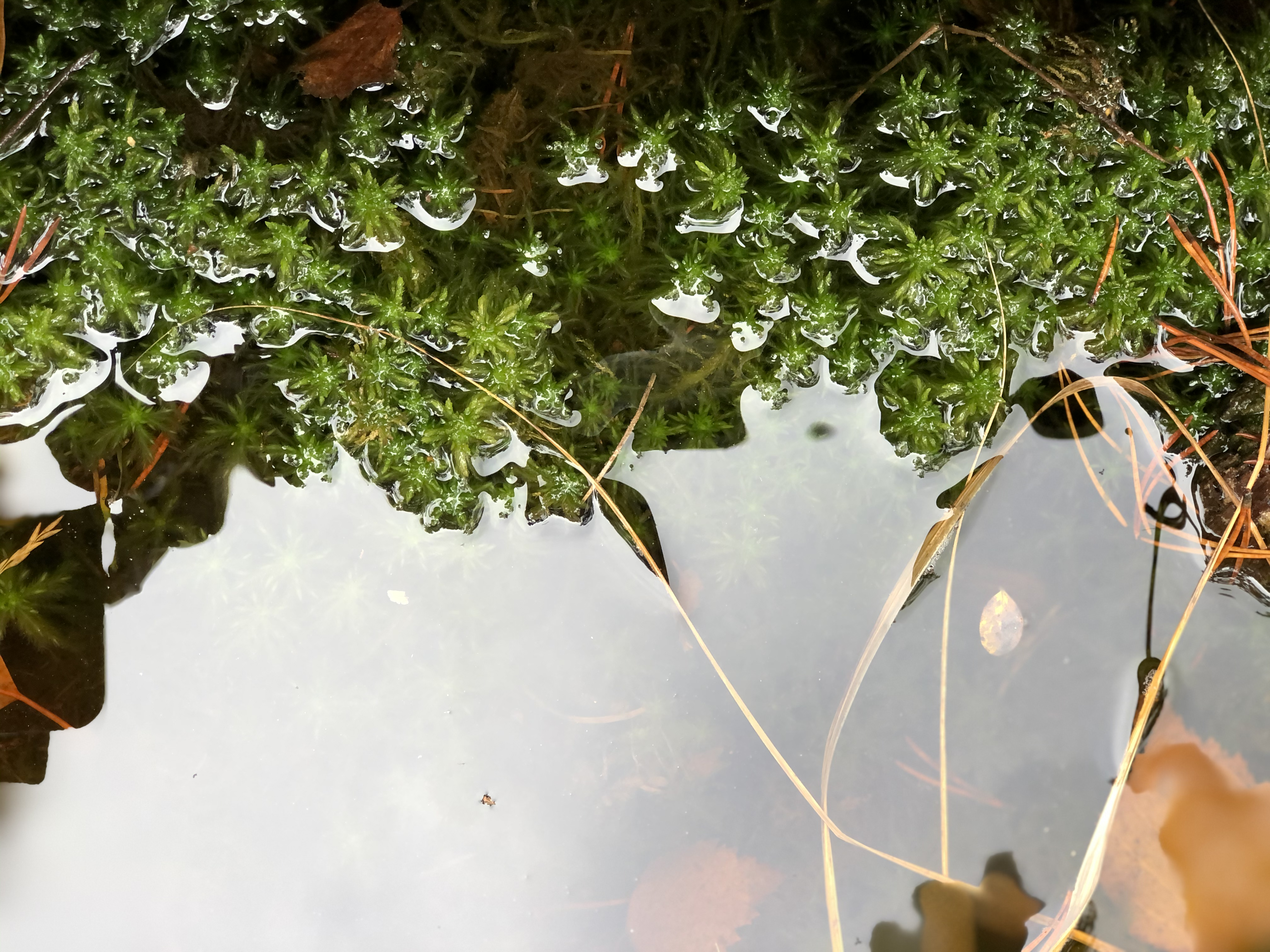
Rašeliník zelený (Sphagum sp.)

Menší část území pak tvoří nelesní vegetace, která nevznikla přirozeným způsobem, nýbrž dřívějším násilným odlesněním. Primární bezlesí se tu nachází také, ale pouze na minimálních částech. Vyšší vegetační patra tu vzniknout nemohla, kvůli vysokému podmáčení vhodných ploch pro tyto rostliny.
Podmáčená místa mimo rašeliniště nazýváme rohozcové smrčiny, které zastupuje bohaté mechové patro, brusnice borůvka (Vaccinium myrtillus), brusnice brusinka (Vaccinium vitis-idaea), sedmikvítek evropský (Trientalis europaea), plavuně pučivá (Lycopodium annotinum) a vřes obecný (Calluna vulgaris). Toto keřové patro dokáže žít i sušších místech v božídarské oblasti, jako jsou například tzv. sejpy.
Vysoce položená místa pak dokládají živý důkaz o třtinových smrčinách, které dominuje hlavně třtina chloupkatá (Calamagrostis villosa), bika lesní (Luzula sylvatica), žebrovice různolistá (Blechnum spicant), podbělice alpská (Homogyne alpina), kokořík přeslenitý (Polygonatum verticillatum), papratka horská (Athyrium distentifolium) a metlička křivolaká (Avenella flexuosa).
Plošné travinobylinné porosty v území rezervace a daleko mimo ni, vznikly a zachovaly se díky zřízení pastvin a luk. Nemalý dopad na tyto místa měla i samotná těžba cínu a později rašeliny. To ovšem neznamená, že by byly diverzitně ochuzené, neboť je známo, že na běžné krušnohorské louce roste až šedesát druhů rostlin. Tyto bohaté luční porosty lze najít spíše západně od Božídarského Špičáku.

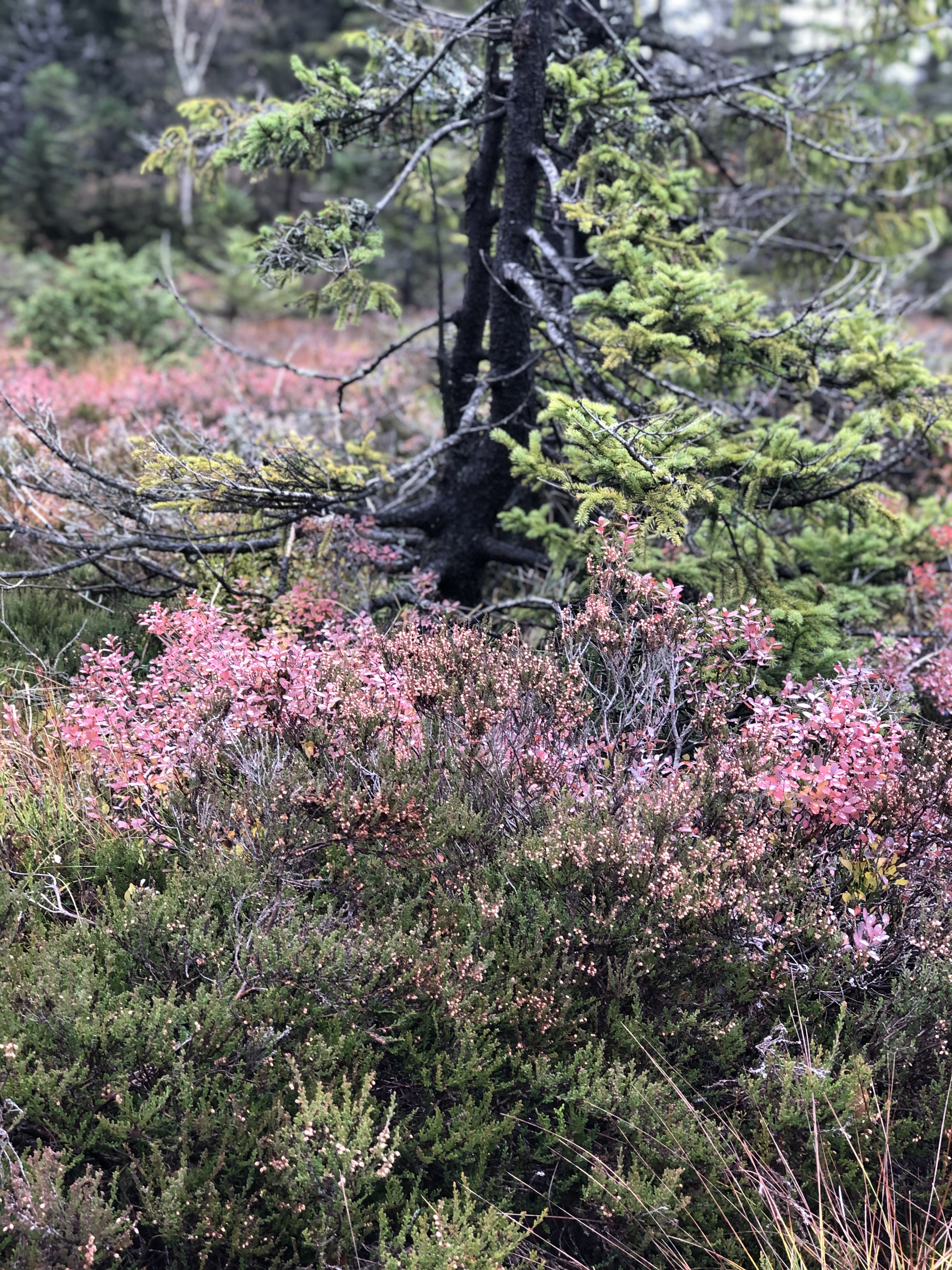
Vřes obecný

### Fauna
Fauna této oblasti je velmi bohatá také na živočichy, neboť zde máme prostředí od velmi suchého podloží až po velmi mokré.
Hmyz je zde bohatě zastoupen i pár raritními jedinci, které představuje střevlík menetriesův (Carabus menetriesi). Tento druh střevlíka dokáže obývat jen trvale vlhké a chladné prostředí vřesovišť. Dále pak žluťásek borůvkový (Colias palaeno) a nebo modrásek stříbroskvrnný (Agriades optilete), kdy jejich nedospělé larvy dokážou žrát pouze listy vlochyně bahenní.
Suchá a osluněná stanoviště jako jsou například sejpy, pak obývá kriticky ohrožená zmije obecná (Vipera berus berus) a mnoho zástupců tu má i ještěrka živorodá (Zootoca vivipara). Vzácné obojživelníky zde zastupuje čolek horský (Ichthyosaura alpestris) a skokan hnědý (Rana temporaria).
Rezervace se může pyšnit i velmi vzácným tetřívkem obecným (Tetrao tetrix). Je to plachý a kurovitý pták, který lze považovat za kulisu tohoto území. Můžeme zde spatřit i motáka pilihu (Circus cyaneus), kosa horského (Turdus torquatus), ořešníka kropenatého (Nucifraga caryocatactes) a lindušku luční (Anthus pratensis). Drobné savce zastupuje hraboš mokřadní (Microtus agrestis) a ty velké naopak jelen evropský (Cervus elaphus), který je kvůli svému důmyslného paroží jmenován jelenem krušnohorským.

## Hospodaření

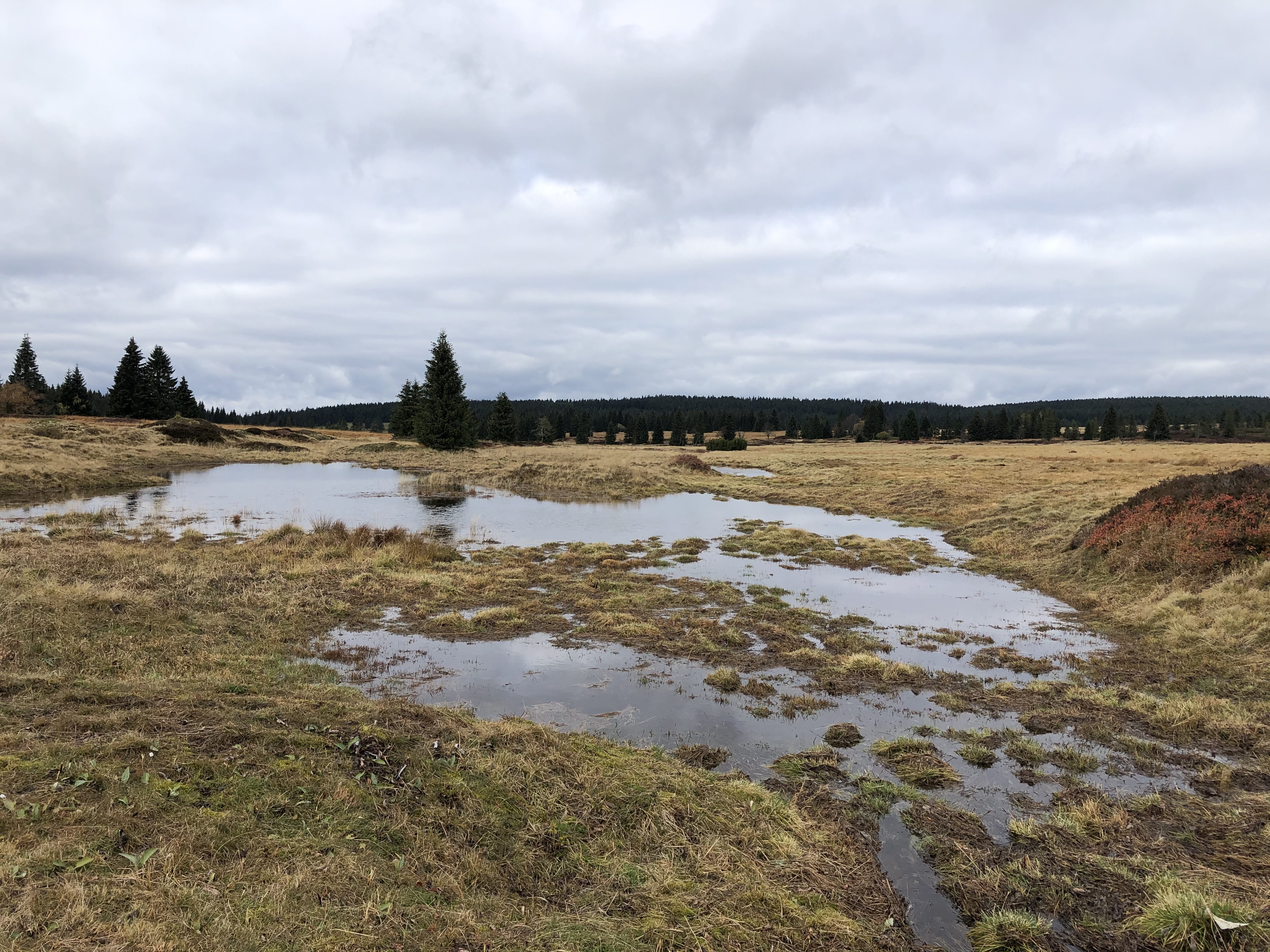
Božídarské rašeliniště

Samotné hospodaření v těchto lesích je napříč generacemi a zkušenostmi stále nemizející problém, neboť velmi časté kalamity tuto činnost spíše neumožňují. Proto se dnešní správa snaží alespoň limitovat škody a připravovat terén pro budoucí hospodářství, které bude pro různé katastrofy více připraveno. Odkazují se na přírodě blízké lesní hospodářství (dle zásad Pro Silva]), které maximálně využívá tvořivé síly přírody a plně respektuje ekosystémovou podstatu lesa.

### Ochrana
Snaží se klást důraz na zastoupení zpevňujících dřevin, které zastupují jeřáb ptačí (Sorbus aucuparia), buk lesní (Fagus sylvatica) a jedle bělokorá (Abies alba). V oblasti, kde se vyskytuje borovice rašelinná (Pinus x pseudopumilio) a smrk ztepilý (Picea abies), je stanoven bezzásahový režim, neboť je v těchto místech nezbytné provádět opatření pro ochranu lesa. Na ostatních plochách je pak nezbytné pokračovat v lesnické činnosti, aby byl les věkově a druhově diferencovaný.
Kvůli rychlosti odtoku povrchových vod z rašelinišť je prioritní zájem o vybudování překážek na odvodňovacích příkopech, které budou zachytávat dostatek vody v unikátních rašelinných biotopech.

## Turismus

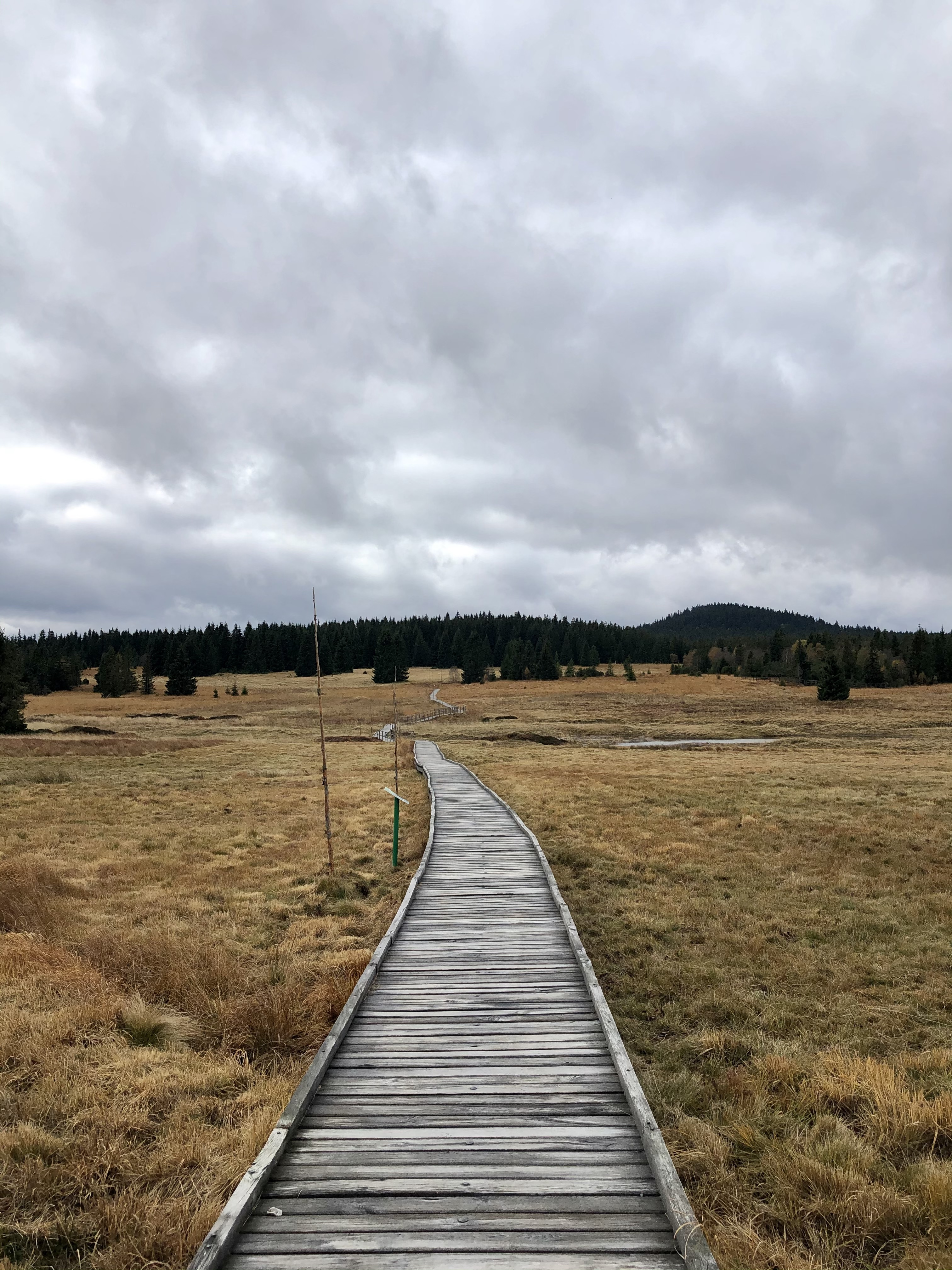
Stezka skrz Božídarské rašeliniště

Od roku 1977 je skrz Božídarské rašeliniště zřízena naučná stezka s dvanácti zastávkami, které umožňují se seznámit s lokalitou a chráněným územím jako takovým. Vede skrz nejbohatší lokalitu rašeliniště, a proto je nutné dbát a respektovat přírodní hodnoty. K tomu je zřízen dřevěný chodník, který vede cestou tak, že nikdo není o nic připraven.
Další naučná stezka vede okolo celé národní přírodní rezervace. Ježíškova cesta, která má dva okruhy. Jeden má 12,9 km a druhý 5,6 km. V Infocentru Boží dar si lze zakoupit notýsek a na stanovištích podél cesty plnit úkoly.
Skrz Boží Dar, Hřebečnou až do Horní Blatné lze jít stezkou se dvaceti třemi zastávkami, kde je hlavní raritou návštěva Blatenského příkopu, který byl v roce 2007 vyhlášen za národní kulturní památku.